# Árpád Fazekas
Árpád Fazekas [ˈaːrpaːd ˈfɒzɛkɒʃ] (* 23. Juni 1930 in Kámon (heute Teil von Szombathely); † 10. August 2018) war ein ungarischer Fußballtorwart.

## Karriere
Árpád Fazekas bestritt 1953 und 1954 zunächst zwei Spielzeiten für Budapesti Dózsa SE, bevor er 1955 und 1956 ebenfalls zwei Spielzeiten mit Budapesti Vörös Lobogó SE in der Nemzeti Bajnokság, der höchsten ungarischen Liga, teilnahm. Dabei bestritt er 1956 kein einziges Spiel, da ihm eine einjährige Sperre verhängt wurde, nachdem in seiner Wohnung westliches Geld (10 US-Dollar) gefunden wurde, seinerzeit eine ernsthafte Straftat. Während seine Sperre noch währte, ereignete sich in Ungarn die 56er Revolution, die ihn zur Flucht leitete und seine Karriere in Ungarn vorzeitig beendete.
Für den Verein bestritt er zudem zwei Erstrundenspiele im Europapokal der Landesmeister.

### Nationalmannschaft
1955 wurde er auch erstmals in die ungarische Nationalmannschaft berufen, wo er im selben Jahr auf insgesamt fünf Einsätze kam. Seine Konkurrenten waren hier hauptsächlich Imre Danka vom Pécsi Dózsa SE und Lajos Faragó von Honved Budapest.
Im Rahmen der Austragung des Europapokal Fußball-Nationalmannschaften 1955–60, der sechsten Austragung des Vorläufers der ab 1960 ausgetragenen Europameisterschaft, bestritt er drei Spiele. Sein Debüt gab er am 17. September in Lausanne beim 5:4-Sieg gegen die Auswahl der Schweiz. Am 2. Oktober gewann er mit seiner Mannschaft in Prag mit 3:1 gegen die Auswahl der Tschechoslowakei und am 16. Oktober 1955 in Budapest mit 6:1 gegen die Auswahl Österreichs.
Zwischenzeitlich erzielte er am 25. September mit seiner Mannschaft in Budapest ein 1:1-Unentschieden gegen die Auswahl der Sowjetunion; das Tor zum Ausgleich erzielte Ferenc Puskás in der 87. Minute per Strafstoß. Sein letztes Länderspiel bestritt er am 13. November beim 4:2-Sieg gegen die Auswahl Schwedens vor 90.000 Zuschauern im Budapester Népstadion.

### Jahre in Deutschland und Belgien
Nach dem Ungarischen Volksaufstand floh Fazekas nach Deutschland und schloss sich im September 1957 dem FC Bayern München an. Sein Debüt in der Oberliga Süd gab er am 27. Oktober 1957 (12. Spieltag) beim 4:1-Sieg gegen die Stuttgarter Kickers im Stadion an der Grünwalder Straße; dabei wehrte er den in der 60. Minute von Horst Ritter getretenen Strafstoß ab. Mit ihm gewann der FC Bayern München am 29. Dezember 1957 in Augsburg erstmals den nationalen Vereinspokal. Am 16. Mai 1961 gab er seine letzte Vorstellung im Bayerntor, als die damals führende Mannschaft der Welt, Pelés FC Santos auf einer Europatournee auch an der Grünwalder Straße Halt machte und dort 3:2 gewann.
Nach vier Spielzeiten und 100 Oberligaspielen für die Bayern wechselte er zur Saison 1961/62 zum KSV Hessen Kassel in die 2. Oberliga Süd, ehe er 1962 nach Belgien zum Erstligisten RSC Anderlecht wechselte. Dort bestritt er bis 1964 13 Ligaspiele – einschließlich fünf Spiele im Europapokal der Landesmeister 1962/63. In seiner letzten Spielzeit gewann er mit der Mannschaft die Meisterschaft, kam dabei aber nicht mehr zum Einsatz. Eine langwierige Knieverletzung zwang ihn im Alter von 34 Jahren seine Karriere zu beenden.

### Sonstiges
Bei der vereinsinternen Wahl der „Jahrhundertelf“ des FC Bayern München im Jahr 2005 belegte der Ungar bei den Torhütern Platz fünf hinter Sepp Maier, Oliver Kahn, Raimond Aumann und Jean-Marie Pfaff. Er starb am 10. August 2018 im Alter von 88 Jahren in Budapest. Noch im Jahr zuvor war er in München bei einer Zusammenkunft der Pokalsieger von 1957.

## Erfolge
- Zweiter der Ungarischen Meisterschaft 1955 (mit Budapesti Vörös Lobogó SE)
- Mitropapokal-Sieger 1955 (mit Budapesti Vörös Lobogó SE)
- Europapokal-Zweiter 1955–1960 (mit der Nationalmannschaft)
- DFB-Pokal-Sieger 1957 (mit dem FC Bayern München)
- Zweitliga-Meister 1962 und Aufstieg in die Oberliga Süd (mit dem KSV Hessen Kassel)
- Belgischer Meister 1964 (mit dem RSC Anderlecht / ohne Einsatz)